# Tinamus major

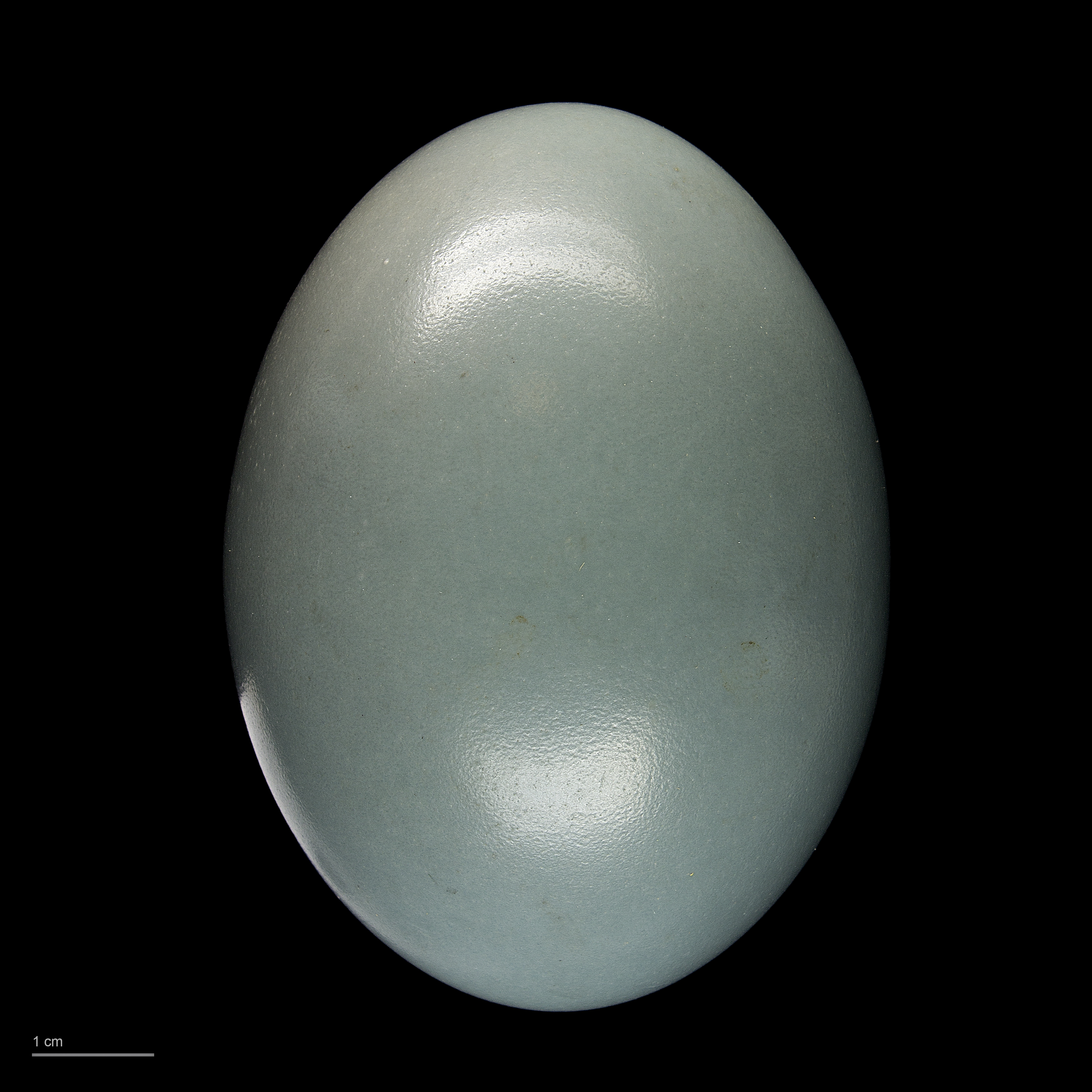
Tinamus major - MHNT

El tinamú grande, tinamú mayor o tinamú oliváceo (Tinamus major) es una especie de ave nativa de América Central y América del Sur, los tinámidos presentan aproximadamente 47 especies de la Familia Tinamidae. Tiene 43 centímetros de largo, 1100 gramos de peso y aproximadamente el tamaño y forma de un pavo pequeño. Es de coloración gris-castaño y está bien camuflado para el bosque selvático. 
Es una especie poliándrica, y uno de los rasgos es el cuidado paternal masculino exclusivo. Una hembra se apareará con el macho y pondrá un promedio de cuatro huevos que él incuba hasta salir del cascarón. El macho cuida los polluelos durante aproximadamente tres semanas antes de comenzar a seguir a otra hembra. Mientras tanto la hembra pone huevos en nidos de otros machos. Ella puede poner en los nidos de cinco o seis machos durante cada estación de cría, que es de aproximadamente ocho meses, siendo muy larga la estación de postura, dejando al  cuidado paternal los polluelos. Los huevos son de coloración azul, grandes, brillantes, los nidos tienen forma de tazas rudimentarias construidos en la base o raíces de un árbol. 
Excepto cuando se aparea y la postura de los huevos, los tinamos son solitarios, vagando por la selva oscura, en busca de semillas, frutos, pequeños animales como insectos, arañas, ranas, lagartijas, en la hojarasca de la selva, que utiliza como alimento. 
El tinamo grande tiene una llamada o canto muy distintivo, se puede escuchar en el atardecer de la selva e identificarlo por él. 
Hay varias subespecies, principalmente diferenciadas por su colorido.

## Subespecies
- T. m. robustus
- T. m. percautus
- T. m. fuscipennis
- T. m. castaneiceps
- T. m. brunneiventris
- T. m. saturatus
- T. m. latifrons
- T. m. zuliensis
- T. m. peruvianus
- T. m. serratus
- T. m. major
- T. m. olivascens